# Betta balunga
Балунзька бійцівська рибка (Betta balunga) — тропічний прісноводний вид риб з родини осфронемових (Osphronemidae), підродина макроподових (Macropodusinae).
Отримала свою назву від річки Балунг (малай. Sungai Balung) в малайзійській частині острова Калімантан, де ця рибка вперше була знайдена.
Належить до складу групи видів B. akarensis. Окрім B. balunga, її членами є B. akarensis, B. chini, B. pinguis, B. ibanorum, B. aurigans.
Матеріали B. balunga є дефіцитними, оригінальний опис взагалі був зроблений на основі лише одного зразка. Це заважає визначати дійсний таксономічний статус виду. Відомо, що зразки з басейну річки Магакам (індонез. Sungai Mahakam) в Індонезії дещо відрізняються від голотипу за меристичними та морфологічними показниками. Поки що ці зразки розглядаються як такі, що належать спорідненому видові (англ. Conspecific).

## Опис
Максимальний відомий розмір 49,3 мм стандартної (без хвостового плавця) довжини, загальна довжина становить 132,8-141,3 % стандартної. Тіло відносно міцне, його висота біля початку спинного плавця становить 28,0-31,5 % стандартної довжини. Профіль спини випуклий, переломлюється під спинним плавцем і помітно вирівнюється в напрямку до хвостового плавця. Профіль черева м'яко й рівномірно вигнутий.
Довжина голови становить 32,6-35,5 % стандартної довжини, діаметр орбіт очей 29,5-33,3 %, а довжина нижньої щелепи 28,8 % довжини голови. Верхня щелепа трохи не доходить рівня переднього краю зіниці ока.
Хвостовий плавець ланцетний, має 13 променів. Спинний плавець посунутий до хвоста (предорсальна довжина становить 66,7-71,7 % стандартної довжини), загострений на кінці, має 0-2 твердих і 8-9 м'яких променів, довжина основи плавця становить 13,7-14,1 % стандартної довжини. Анальний плавець також загострений, має 0-3 твердих і 26-27 м'яких променів, всього 27-30, довжина його основи становить 47,8-55,4 %, а преанальна довжина 48,5-52,6 % стандартної довжини. Найдовші промені анального плавця сягають далі половини хвостового. Грудні плавці приблизно в дві третини довжини голови, мають по 12 променів. Черевні плавці нитчасті, їхня довжина становить 35,0-40,6 % стандартної довжини.
Хребців 30-31, 29-30 бічних лусок.
Зразки з басейну річки Магакам відрізняються меншою довжиною основи анального плавця, меншою кількістю променів в анальному плавці, меншою предорсальною довжиною та меншою кількістю предорсальних лусок.
Забарвлення риб темно-сіре із блакитним лиском на тілі та блакитними кольорами на анальному, а іноді й у нижній частині хвостового плавця. Широка чорна поздовжня смуга починається від губ, перетинає око та зяброві кришки й тягнеться до цятки, розташованої на основі хвостового плавця. На зябрових кришках під цією смугою є ще ряд чорних цяток. Райдужна оболонка очей жовтогаряча. Хвостовий плавець у самців має сітчастий малюнок, а центральні промені виходять за межі плавця. На анальному плавці ближче до краю присутня біла смужка, а зовні — темна облямівка.

## Поширення
Вид поширений на північному сході острова Калімантан, зустрічається в районі Тавау (Малайзія, штат Сабах), а також у басейнах річок Себуку (індонез. Sungai Sebuku) та Сесаяп (індонез. Sungai Sesayap) в індонезійській провінції Північний Калімантан і в басейні річки Магакам в провінції Східний Калімантан (Індонезія). Орієнтовна територія поширення становить 64 643 км².
Хоча Betta balunga має відносно великий ареал, мало відомо про екологію виду, тенденції його чисельності та загрози існуванню. Зразки із Себуку були виявлені в лісових струмках з повільною течією, дуже мілких (глибиною 5-10 см), де вони трималися вздовж берегів серед коріння рослин та зануреного шару опалого листя. Зразки з басейну річки Магакам походять з чорноводних струмків з повільною течією, де їх знаходили серед шару зануреного опалого листя та прибережної рослинності.
В басейні Субуку Betta balunga ловили в одному струмку з Betta albimarginata.

## Утримання в акваріумі
Вид мало відомий в акваріумах.
Для утримання цих риб рекомендуються акваріуми місткістю близько 75 літрів, тісно накриті кришкою. Для створення оптимальних умов на поверхні має бути товстий шар плавучих рослин, який розсіюватиме світло. З рослин, що вкорінюються, вибирають такі, що потребують мало світла, наприклад Cryptocoryne affinis або таїландська папороть.
Betta balunga потребує м'якої (10 °dH), кислої (рН 5,2-7,0) води з температурою в межах 21-27 °C.
Ці риби не є агресивними, їх без проблем можна тримати разом із іншими видами.
Betta balunga невибаглива до кормів, охоче бере личинок комарів, дафній, артемій та плодових мух.
Betta balunga належить до числа видів, що інкубують ікру в роті. Риби починають нереститися, коли виростають на дві третини свого максимального розміру. Зазвичай нерест відбувається в печері (ПВХ-трубка, горщик для квітів), іноді біля поверхні води. Риби нерестяться біля поверхні лише в тому випадку, коли інша пара вже зайняла ділянку біля дна. Партнери стають дещо агресивними під час нересту та безпосередньо перед ним.
Після тривалих попередніх шлюбних ігор риби врешті вступають у довгі обійми й відкладають ікру. Самка збирає ротом ікринки й випльовує їх самцеві по кілька штук водночас. Загальна кількість ікринок, що може бути в кладці, невідома, але за один нерест отримують до 100 мальків. Після нересту самка кидає самця, а той залишається виношувати ікру, стоячи серед рослин біля поверхні води. Інкубація триває приблизно 14 днів, тоді самець випускає з рота мальків. Важливо не турбувати батька під час інкубації, інакше він може виплюнути ікринки або личинок. Деякі самці з'їдають ікру.
Мальки відразу після появи на світ можуть їсти наупліуси артемій, які щойно вилупились, або мікрочерв'ячків. Вигодовувати їх нескладно.

## Відео
- Betta Balunga, Kalimantan Utara на YouTube by Frans Yos
- Hunting Betta Balunga, Kalimantan Utara на YouTube by Frans Yos